# Chiesa di San Nicola di Mira (Alfano)
La chiesa di San Nicola di Mira è un edificio religioso di Alfano, in provincia di Salerno. Dedicata a San Nicola di Bari, è la chiesa madre e parrocchiale del comune e sorge nel centro storico, nella centrale Piazza Umberto, non lontana dal municipio.

## Storia
La struttura è del XVI secolo, e fu costruita su di una cappella preesistente, di cui le prime testimonianze storiche risalgono al 1583, nel resoconto di una visita pastorale del commissario apostolico Silvio Galasso.